# Свято-Миколаївський собор (Кам'янське)
Собор святого Миколая Чудотворця — катедральний собор Кам'янської єпархії [[Українська_православна_церква_|Української православної церкви]. Збудований у 1894 році, добудова і сучасна дзвіниця - 1902 рік, розширення бічних нефів та бокові притвори - 1911-1913 роки.

## Про собор
У 1891 році цесаревич Микола Олександрович, який згодом стане останнім російським імператором, здійснював візит до Японії. Під час подорожі на нього вчинив замах тамтешній жандарм Цуда Сандзо. Спадкоємець престолу зазнав серйозних поранень, проте лишився живий. Його порятунку від смерті й було присвячене закладення церкви при Дніпровському металургійному заводі, що відбулося того ж року.
Свято-Миколаївська заводська церква була спроектована єпархіальним архітектором Леонідом Бродницьким і завершена в 1894 році. Вона витримана у поширеному в цей час «неоруському» стилі, що використовував мотиви російського зодчества XVII сторіччя. Увесь багатий декор будівлі виконано з цегли, ліплення тут не застосовувалось.
Згодом церква пережила кілька масштабних реконструкцій. У 1902 році за проектом архітектора Петровецького будівля доповнена тринефним базилікальним об'ємом із новою великою дзвіницею над входом. Пізніше до дзвіниці зроблено прибудову із трьома входами по сторонах світу. 
У 1911–1913 роках церкву ще раз перебудовують. Замість чотирьох квадратних стовпів у базиліці постають три пари «візантійських» колон, бічні нефи значно розширюються, до них прибудовуються два масивні ґанки із шатровими завершеннями і куполами. Південний ґанок на сьогодні не зберігся — був зруйнований під час Німецько-радянської війни. Не дійшли до нашого часу і чотири віконця на схилах головного шатра, розібрані під час якогось ремонту.
У 1915 році церква була розписана художником і архітектором Олексієм Соколом. За радянських часів усе це зафарбовано, наприкінці 1980-х років окремі фрагменти розчистили і реставрували, але в основному собор розписаний заново.
У комплексі з церквою було споруджено будинок священика. За традицією, на церковній території здійснювались і поховання священнослужителів — їхні останки знаходили при будівництві школи фабрично-заводського учнівства (нині — вище професійне училище).
Історично церква, споруджена з жовтої черкаської цегли, не була пофарбованою. Главки її теж не були визолочені, а мали лускату покрівлю. Усі ці оздоби, так само як і сучасна огорожа церкви, — прикмети вже найновіших часів, кінця 1980-х — початку 90-х років.
Церкву, разом з іншими храмами міста, закрили в 1929 році. Згодом у будівлі відкрився музей революції. Розписи зафарбували, хрести на вежах змінились на п'ятикутні зірки. У війну музей був повністю розграбований. Під час окупації церква знову стала діючою і залишалась такою до 1960 року, коли її було вдруге закрито, а в будівлі розмістився музей історії міста Дніпродзержинська.
За радянських часів Свято-Миколаївський собор був єдиною в місті пам'яткою архітектури республіканського значення. У 1984 році музей історії міста перебрався до нового приміщення. Згодом будівлю собору було передано церкві. Розпочалася велика реставрація, внаслідок якої собор зовні та всередині набув свого сучасного вигляду.
У 2011 році Свято-Миколаївський собор стає кафедральним собором новоствореної Дніпродзержинської єпархії [Українська православна церква |Української православної церкви].

## Галерея

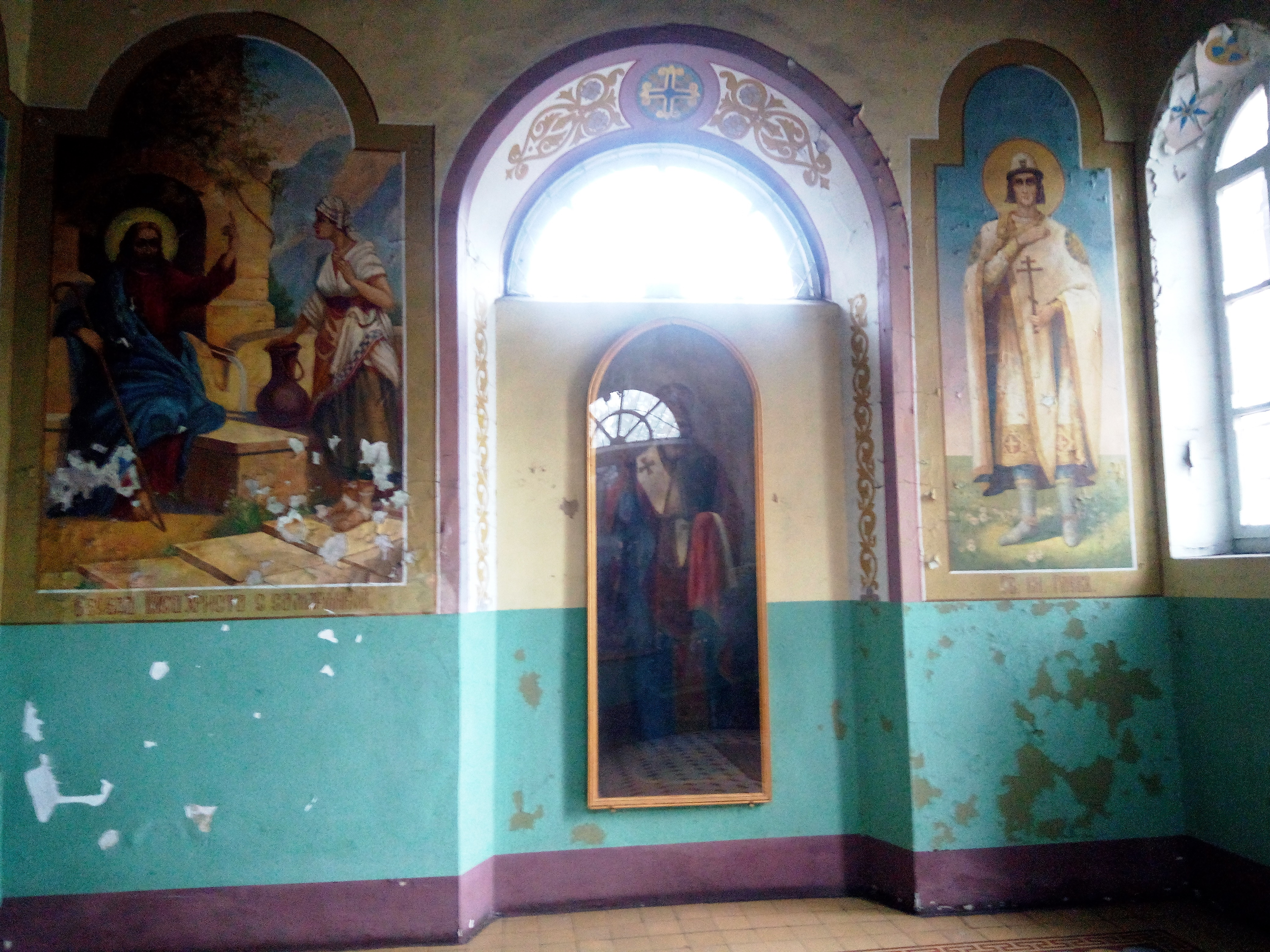
Інтер'єр храму
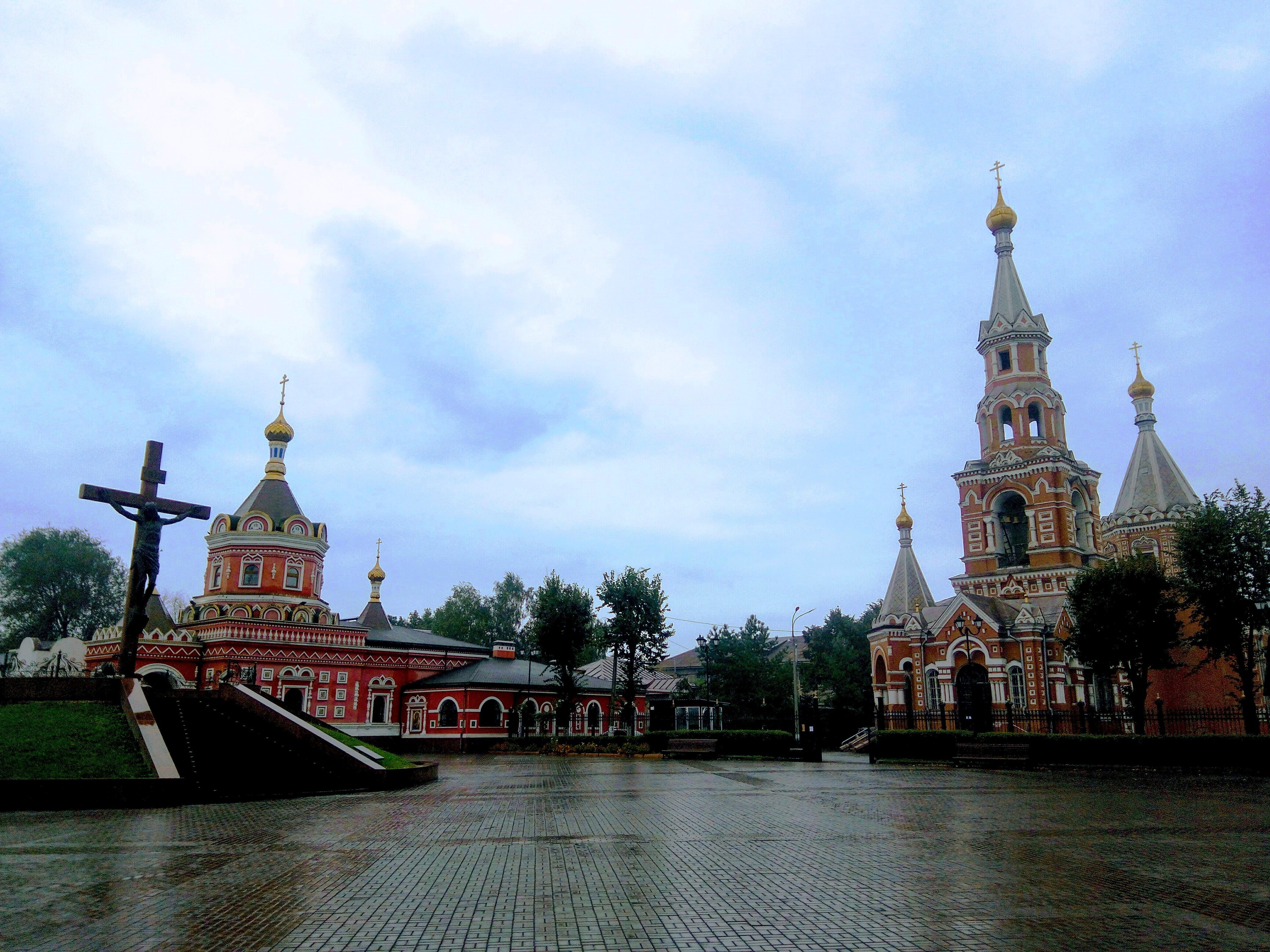
Площа біля собору
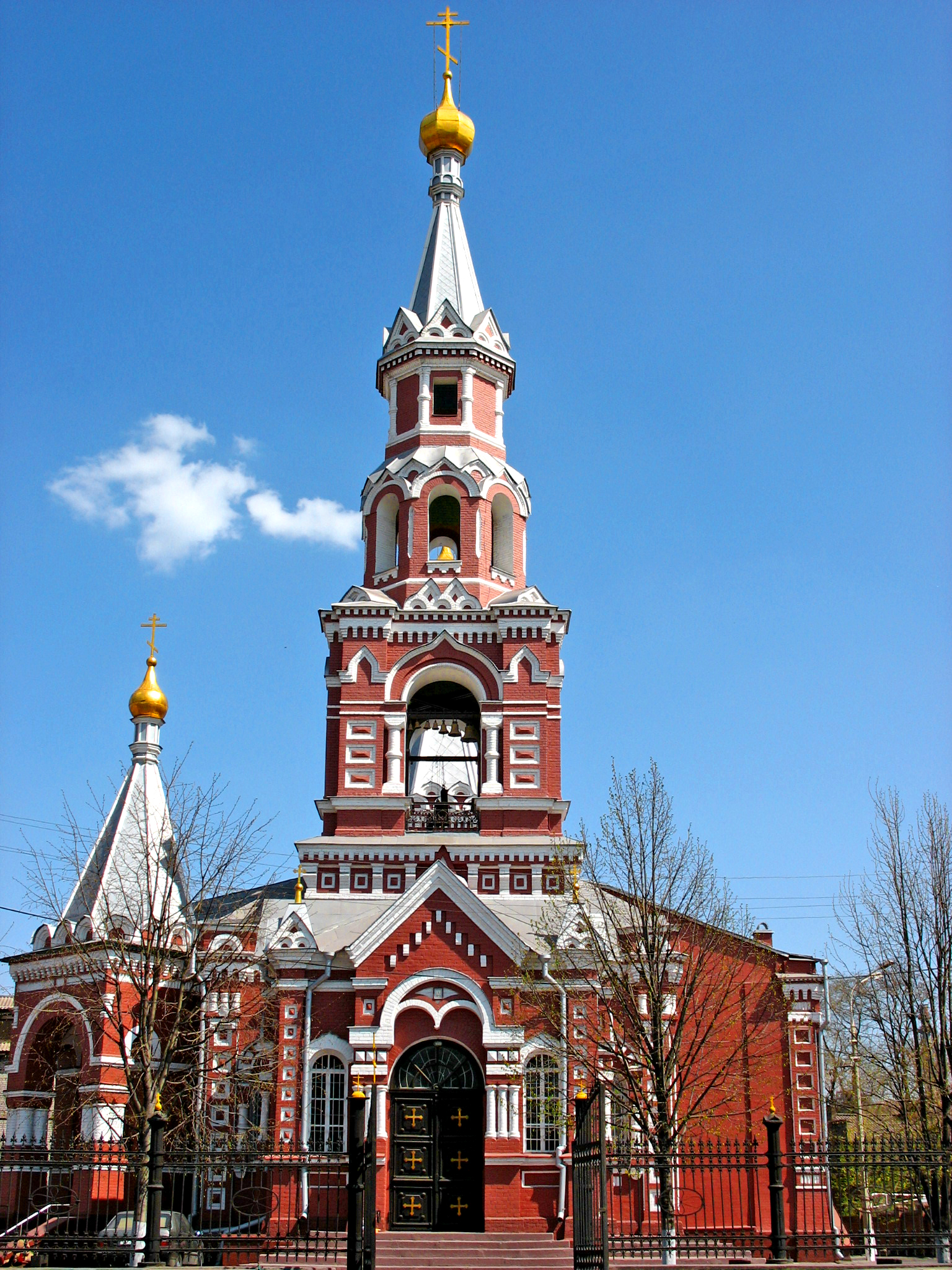
Головний фасад
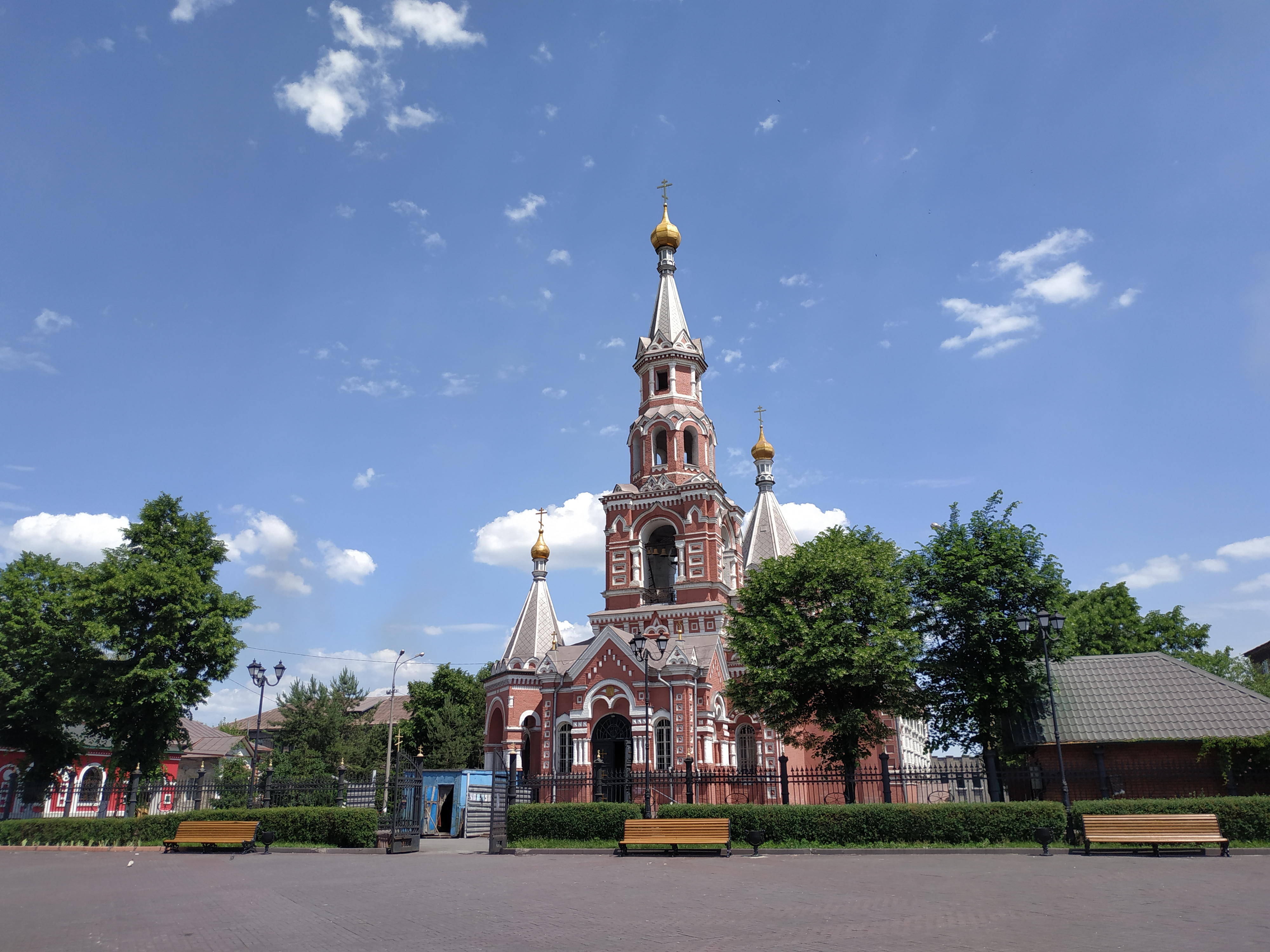
Свято-Миколаївський собор у 2019 році
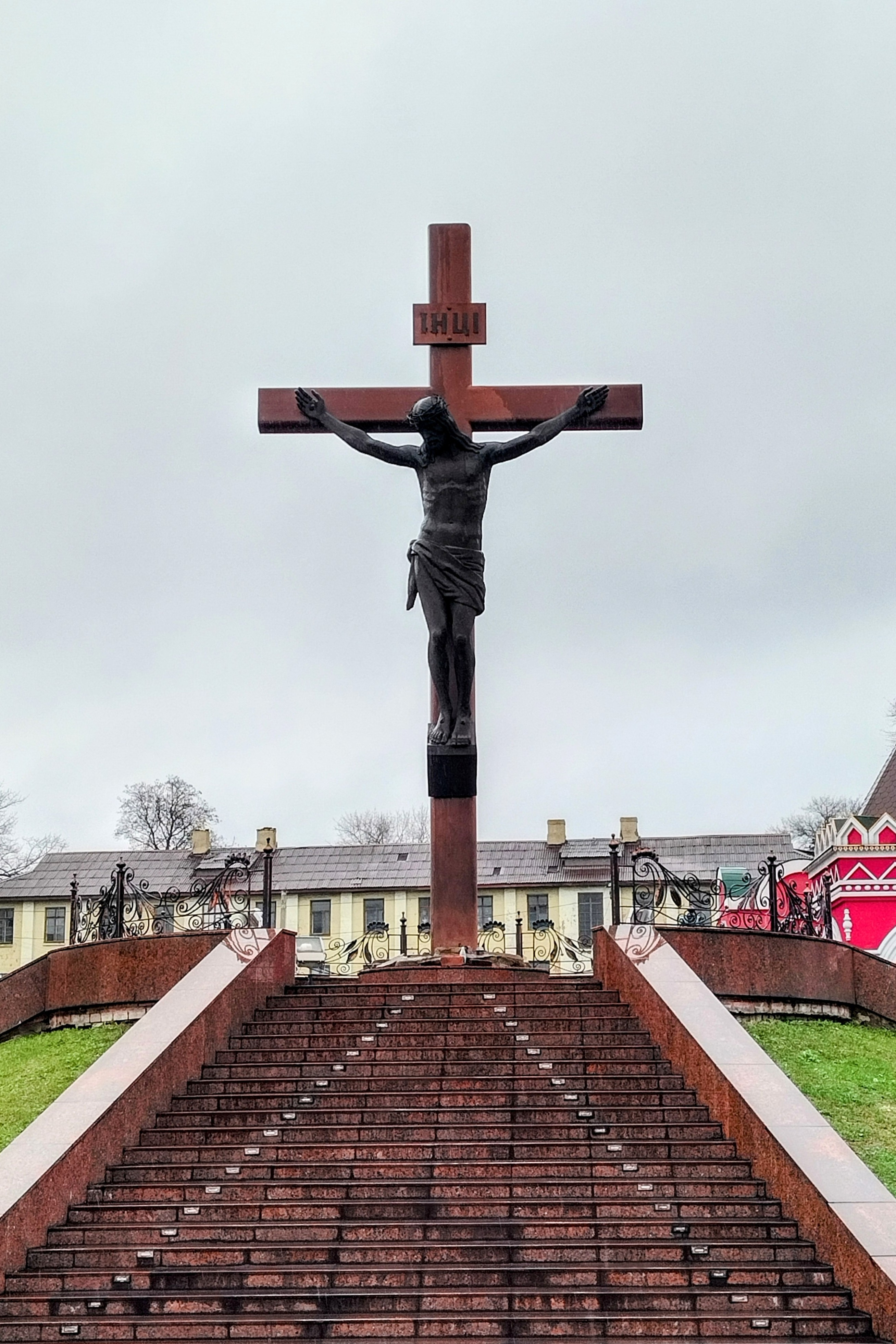
Архітектурно-скульптурна композиція «Голгофа»
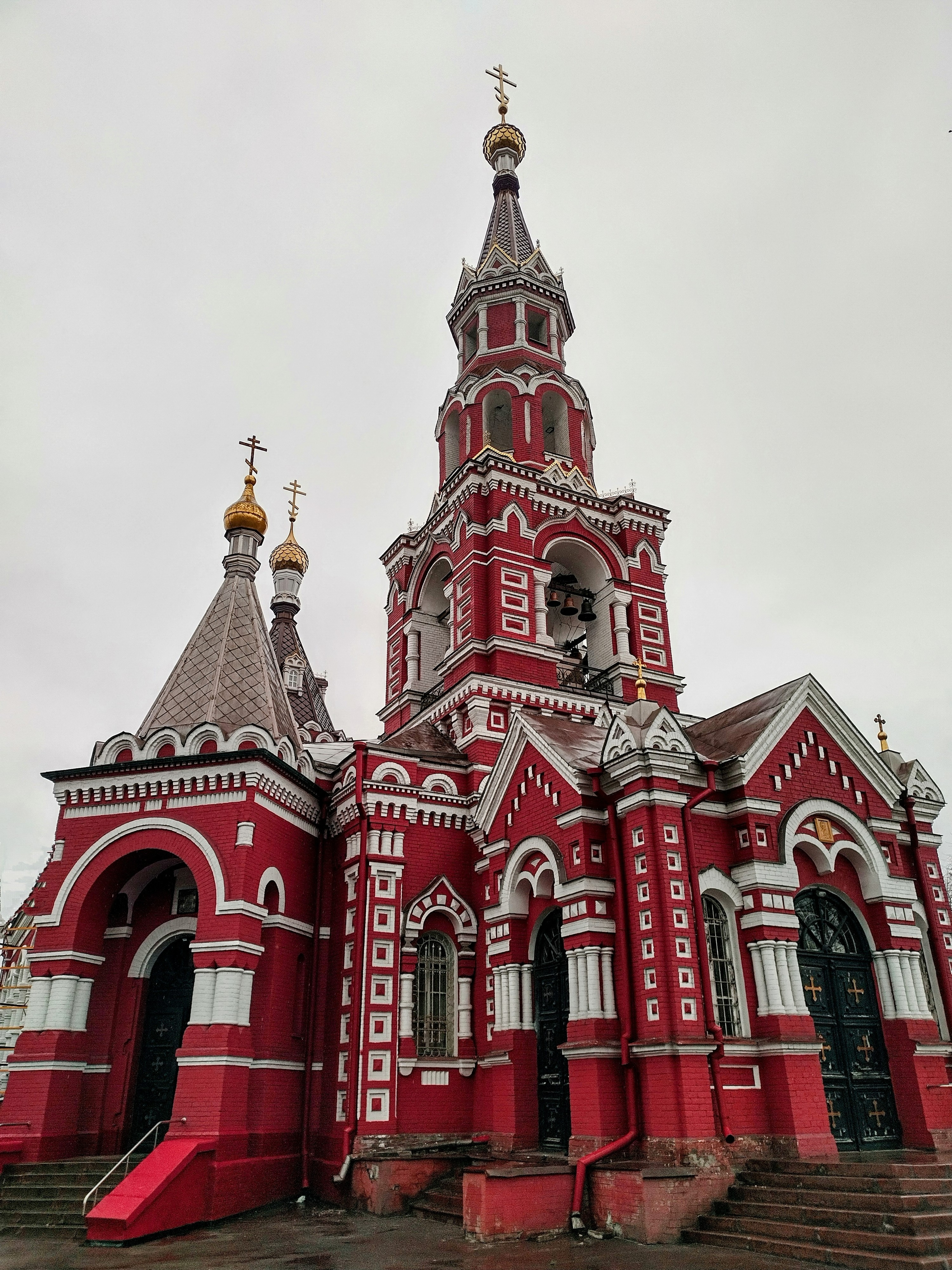
Кутовий вигляд
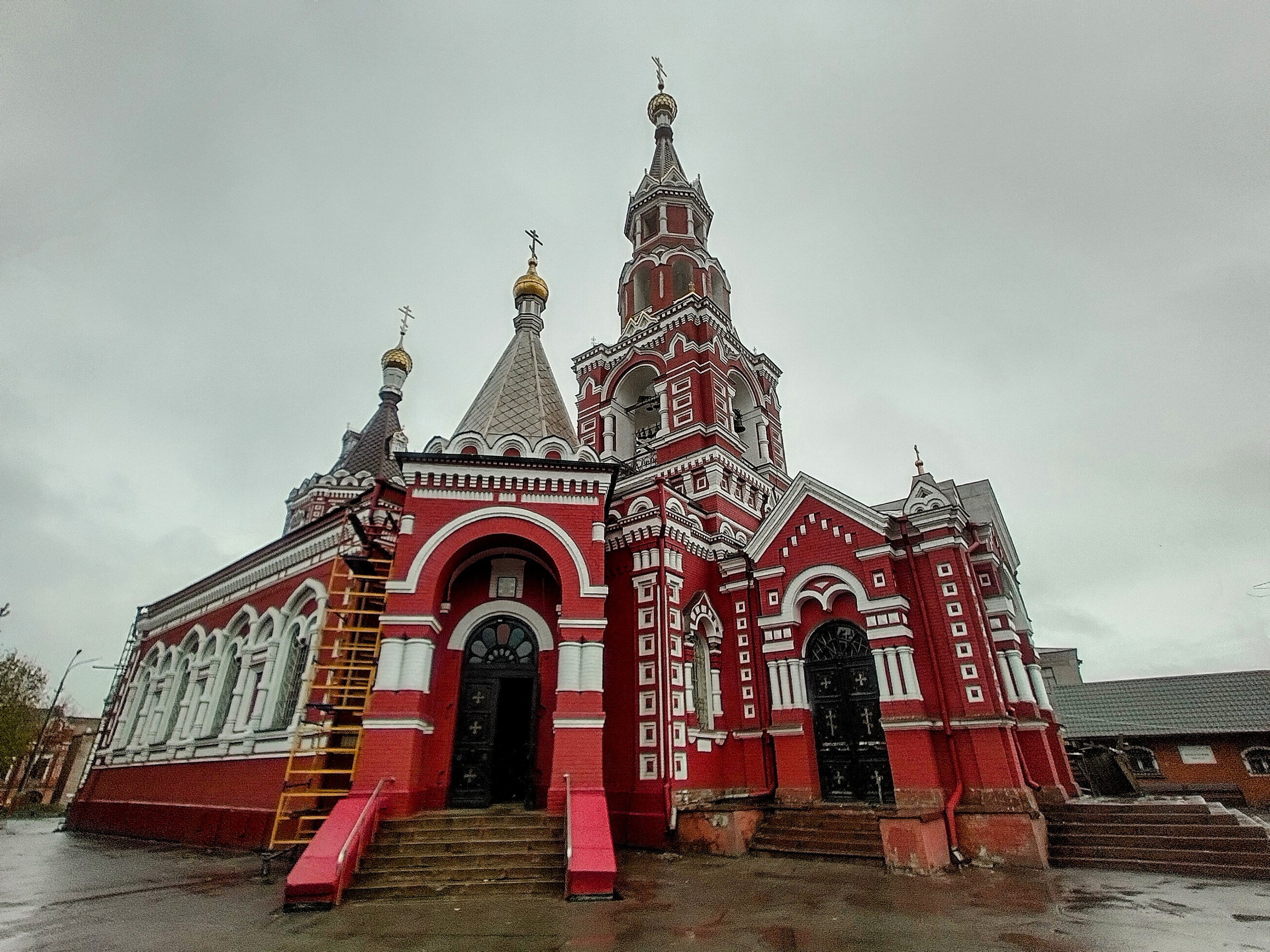
Панорама
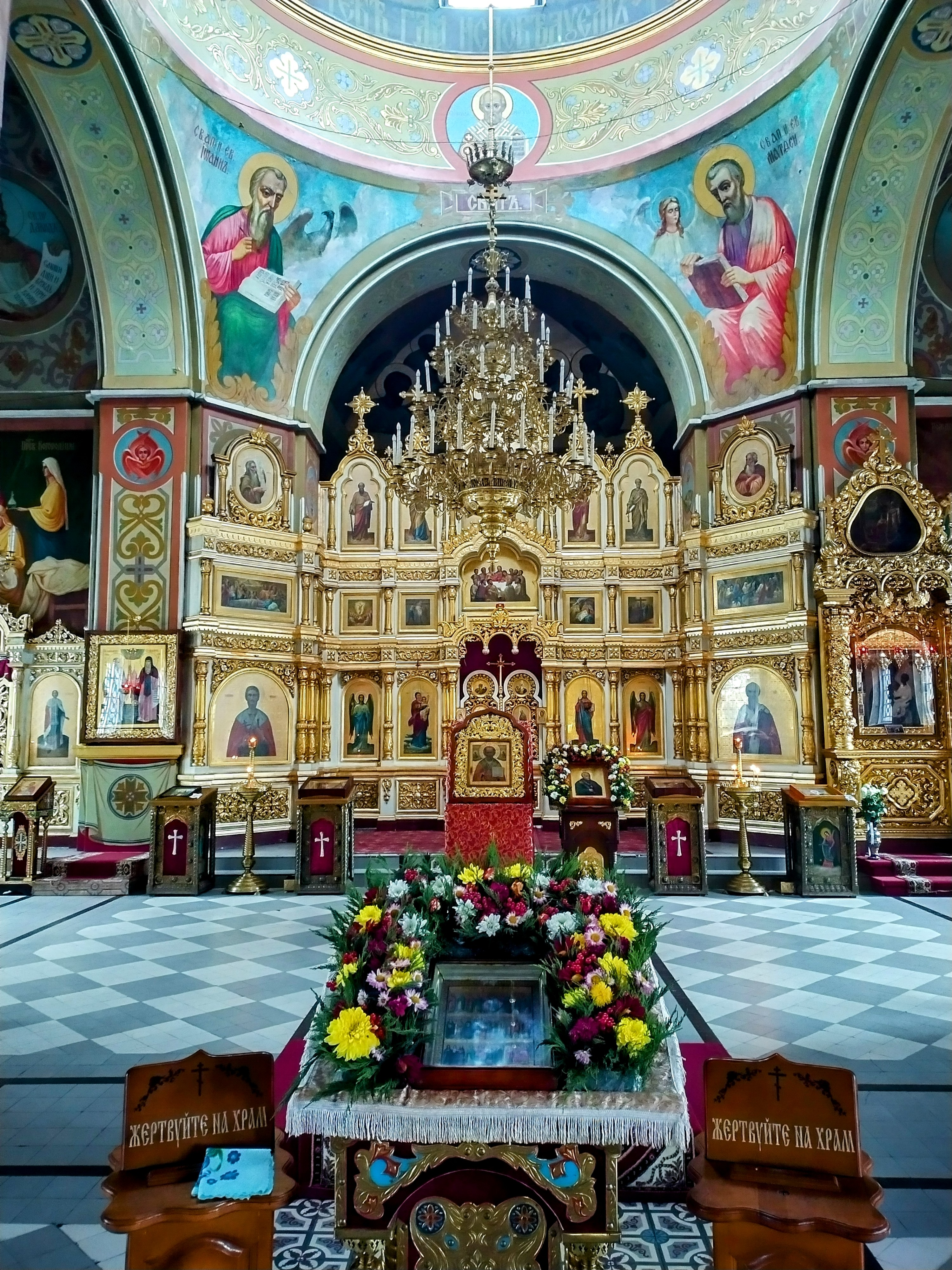
Головний іконостас
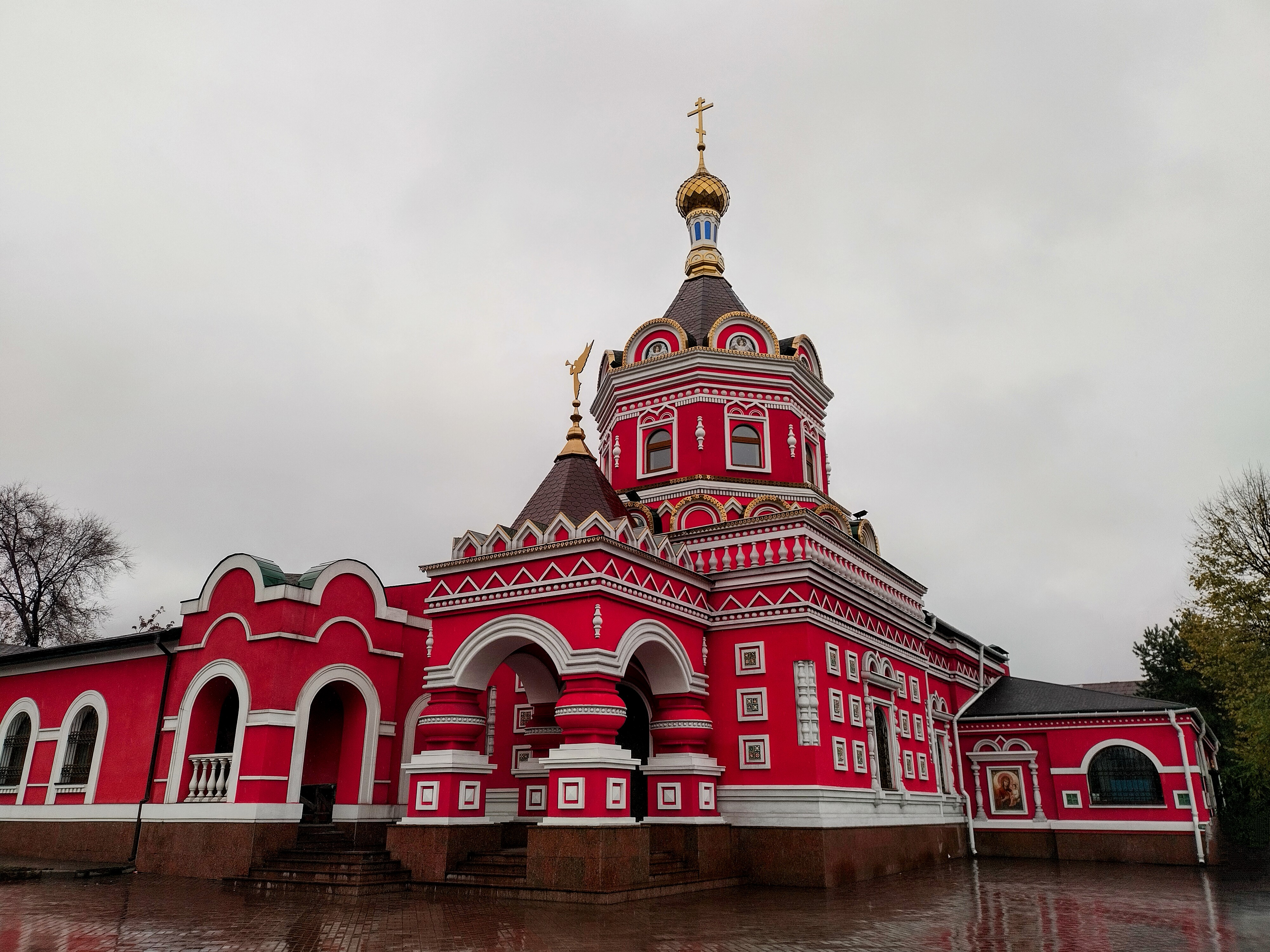
Храм ікони Божої Матері "Тихвінської"